# Chez le père Lathuille
Chez le père Lathuille è un dipinto a olio su tela (92x112 cm) realizzato nel 1879 dal pittore pre-impressionista francese Édouard Manet, poco prima della sua morte. La tela è conservata al Musée des Beaux-Arts di Tournai. L'artista ha apposto la propria firma e la data sull'opera in basso a sinistra: Manet, 1879
Nel giardino rigoglioso e calmo del ristorante Chez le père Lathuille, situato in Avenue Clichy, dove Manet andava talvolta, un giovane fa la corte ad una ragazza. L'opera per la morbidezza della sua luminosità e dei suoi colori è emblematica di tutte quelle numerose opere che Manet ambientava in caffè o in ristoranti.